# نورالدین صوفی
نورالدین صوفی با نام اصلی نورالدین حاتف المحمد فرمانده سوری تبار قرارگاه مرکزی نیروهای حفاظت از خلق شاخه نظامی پ‌ک‌ک بود.

او که از فرماندهان ارشد پ‌ک‌ک بود عضو کمیته مرکزی پ. ک.ک و عضو شورای نظامی این گروه بود. نورالدین صوفی به هنگام مرگ، مسئول عملیات نظامی گروهک پ. ک.ک در خاک سوریه بود. در سال ۲۰۰۹ پس از باهوز اردل فرمانده شاخه نظامی پ‌ک‌ک شد. او به همراه باهوز اردال نماینده جریان عبور از خط مشی اوجالان هستند.
او در درگیری‌های سال ۲۰۱۵ و ۲۰۱۶ حزب کارگران کردستان و ترکیه مخصوصا در استان حکاری نقش اساسی داشت
وی از سوی وزارت کشور ترکیه و اینترپل در لیست قرمز قرار گرفته بود و در سال ۲۰۲۱ توسط نیروهای ترکیه در طی یک حمله هوایی به پناهگاه‌اش کشته شد.
| پیشین: باهوز اردل | فرمانده نیروهای مدافع خلق ژوئن ۲۰۰۹-فوریه ۲۰۲۱ | پسین: ؟ |